# Fernando de Silva y Álvarez de Toledo
Fernando de Silva y Álvarez de Toledo (Viena, 27 de octubre de 1714-Madrid, 15 de noviembre de 1776), fue un noble español, general, diplomático, XII duque de Alba de Tormes, XVI señor de Valdecorneja, decano del Consejo de Estado, caballero de la Orden del Toisón de Oro, grande de España y miembro de la Ilustración.

## Familia
Fernando de Silva y Álvarez de Toledo fue hijo de Manuel José de Silva y Toledo, X conde de Galve y de María Teresa Álvarez de Toledo y Haro, XI duquesa de Alba de Tormes.
Tuvo dos hermanas: María Teresa de Silva y Álvarez de Toledo, (1718-1790), quien fue la esposa, a partir del 26 de julio de 1738, de Jacobo Francisco Fitz-James Stuart y Colón de Portugal, III duque de Berwick, (1718-1785), y Mariana de Silva y Álvarez de Toledo, casada con el duque de Medina Sidonia.
Fernando de Silva y Álvarez de Toledo contrajo matrimonio con María Bernarda Álvarez de Toledo y Portugal (1710-1738), hija de Vicente Pedro Álvarez de Toledo Portugal, IX conde de Oropesa, y de María Encarnación Fernández de Córdoba y Figueroa. El matrimonio tuvo un hijo, quien falleció antes que su padre: Francisco de Paula de Silva y Álvarez de Toledo, X duque de Huéscar, (1733-1770) y que a su vez tuvo una hija, María Teresa de Silva Álvarez de Toledo, quien fue la XIII duquesa de Alba de Tormes.

## Obra

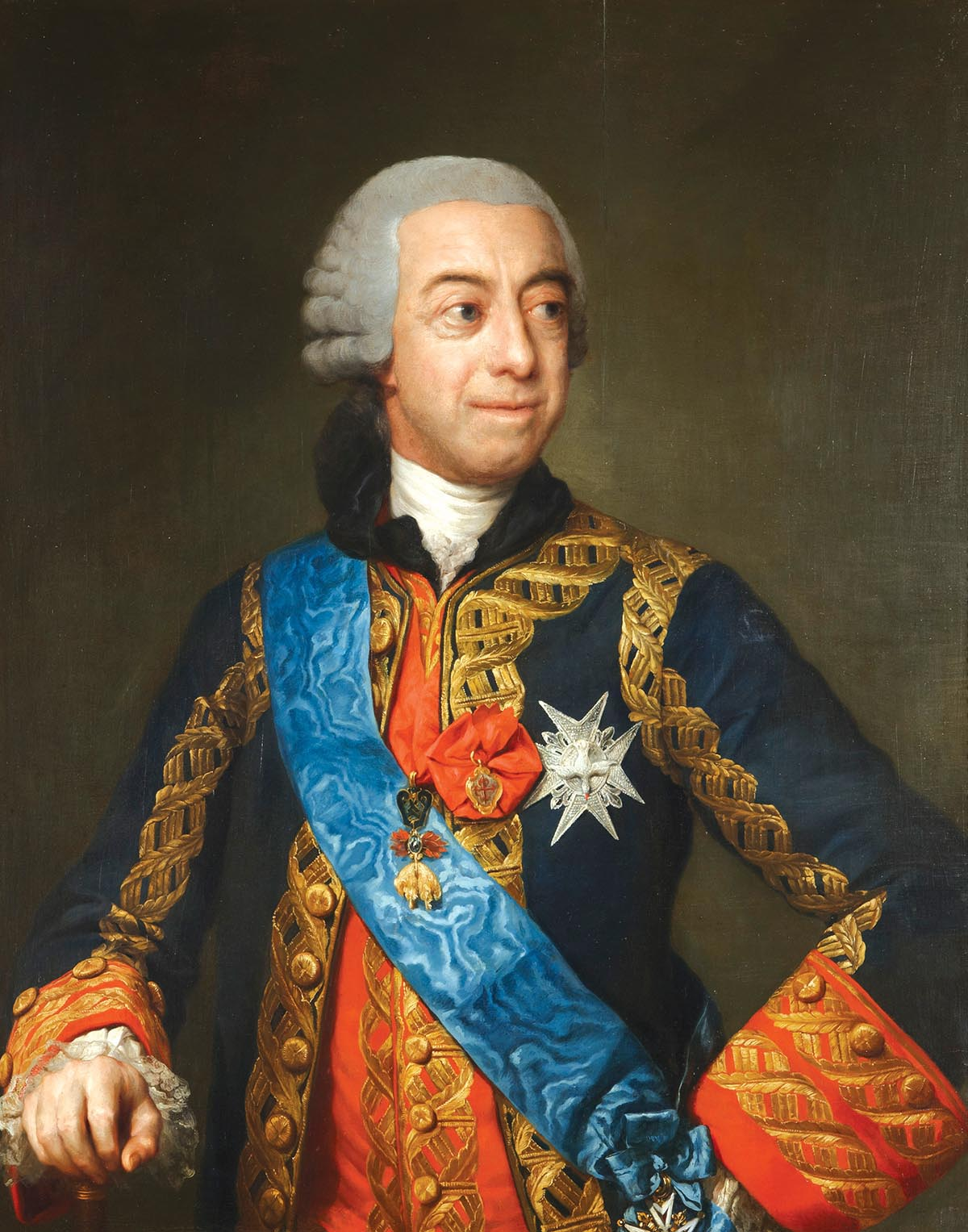
El XII duque de Alba de Tormes, por Anton Raphael Mengs

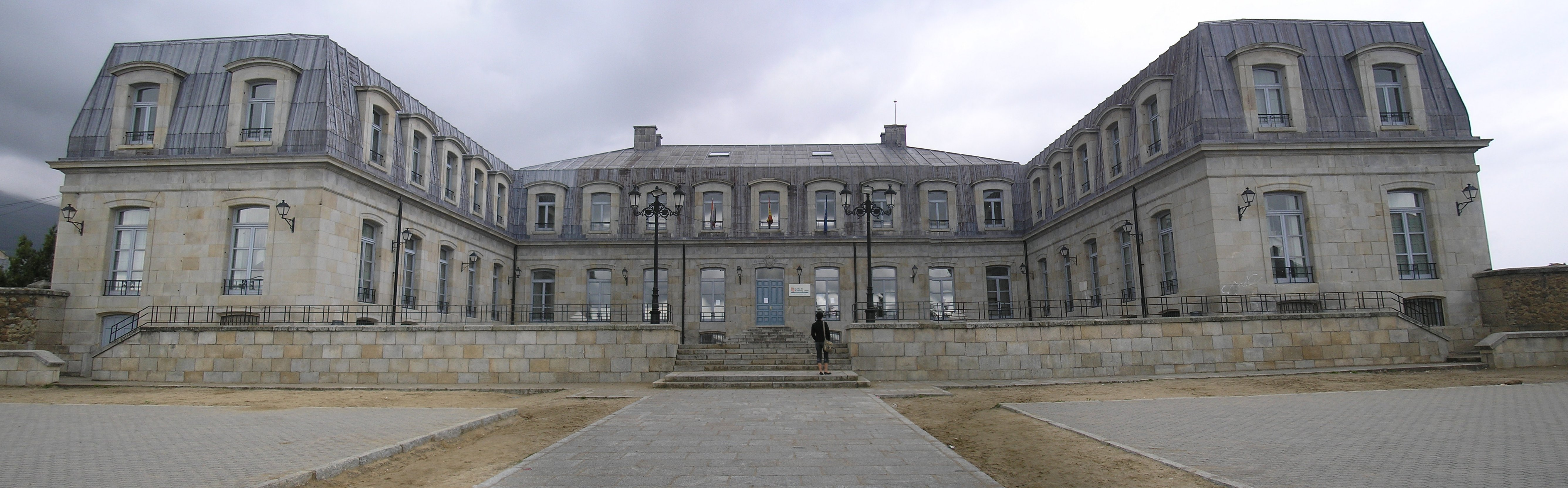
El Palacio de los duques de Alba, edificado por Fernando de Silva y Álvarez de Toledo en Piedrahíta, Ávila

Fernando de Silva y Álvarez de Toledo fue un hombre ligado a la cultura, siendo un claro respresentante de las corrientes del iluminismo en España y amigo del filósofo Jean-Jacques Rousseau.
El 8 de noviembre de 1753, al dejar la embajada en París, fue designado  mayordomo mayor del rey Fernando VI, jefe de su Casa Real, cargo que continuó ocupando al llegar al trono en 1759 el hermano del rey, Carlos III, si bien, un año después, pidió ser jubilado de dicho cargo.
El 9 de abril de 1754 el duque ocupó el cargo de secretario interino del Despacho de Estado, que desempeñó hasta el 7 de mayo de 1754, en reemplazo de su amigo José de Carvajal y Lancaster y mientras el titular, Ricardo Wall, regresaba a España.
El 17 de abril de 1754 fue igualmente nombrado sexto director de la Real Academia Española, sucediendo también a su amigo José de Carvajal y Lancaster, cargo que desempeñó hasta su muerte en 1776.
Al frente de la institución el duque de Alba publicó el único tomo de la segunda edición del Diccionario de autoridades (1770), editando tres ediciones de la Ortografía (1763, 1770, 1775) y terminó la primera gramática académica, publicada en 1771.
Ordenó construir al arquitecto francés Jaime Marquet el Palacio de los duques de Alba en Piedrahíta, provincia de Ávila, de estilo neoclásico, con un extraordinario patio de armas en el frente y unos jardines versallescos a su espalda.
También supervisó, con este mismo arquitecto, la antigua Casa de Correos de Madrid, usada desde 1847 para la sede del Ministerio de la Gobernación en la Puerta del Sol, cuya torreta con el reloj de las campanadas de año nuevo es un añadido de 1855.
Además de ser caballero de la Orden del Toison de Oro, lo fue de la Orden del Espíritu Santo y de la Orden de San Miguel.
| Predecesor: María Teresa Álvarez de Toledo y Haro | Duque de Alba de Tormes 1755-1776                          | Sucesor: María Teresa de Silva Álvarez de Toledo |
| Predecesor: José de Carvajal y Lancaster          | Primer Secretario de Estado (interino) 1754                | Sucesor: Ricardo Wall y Devreux                  |
| Predecesor: José de Carvajal y Lancaster          | Académico de la Real Academia Española Silla O 1754 - 1776 | Sucesor: José Joaquín de Silva-Bazán             |
| Predecesor: José de Carvajal y Lancáster          | Director de la Real Academia Española 1754 - 1776          | Sucesor: José Joaquín de Silva-Bazán             |